# Ectophasia crassipennis
Espèce
Ectophasia crassipennis est une espèce d'insectes de l'ordre des diptères, de la famille des Tachinidae.

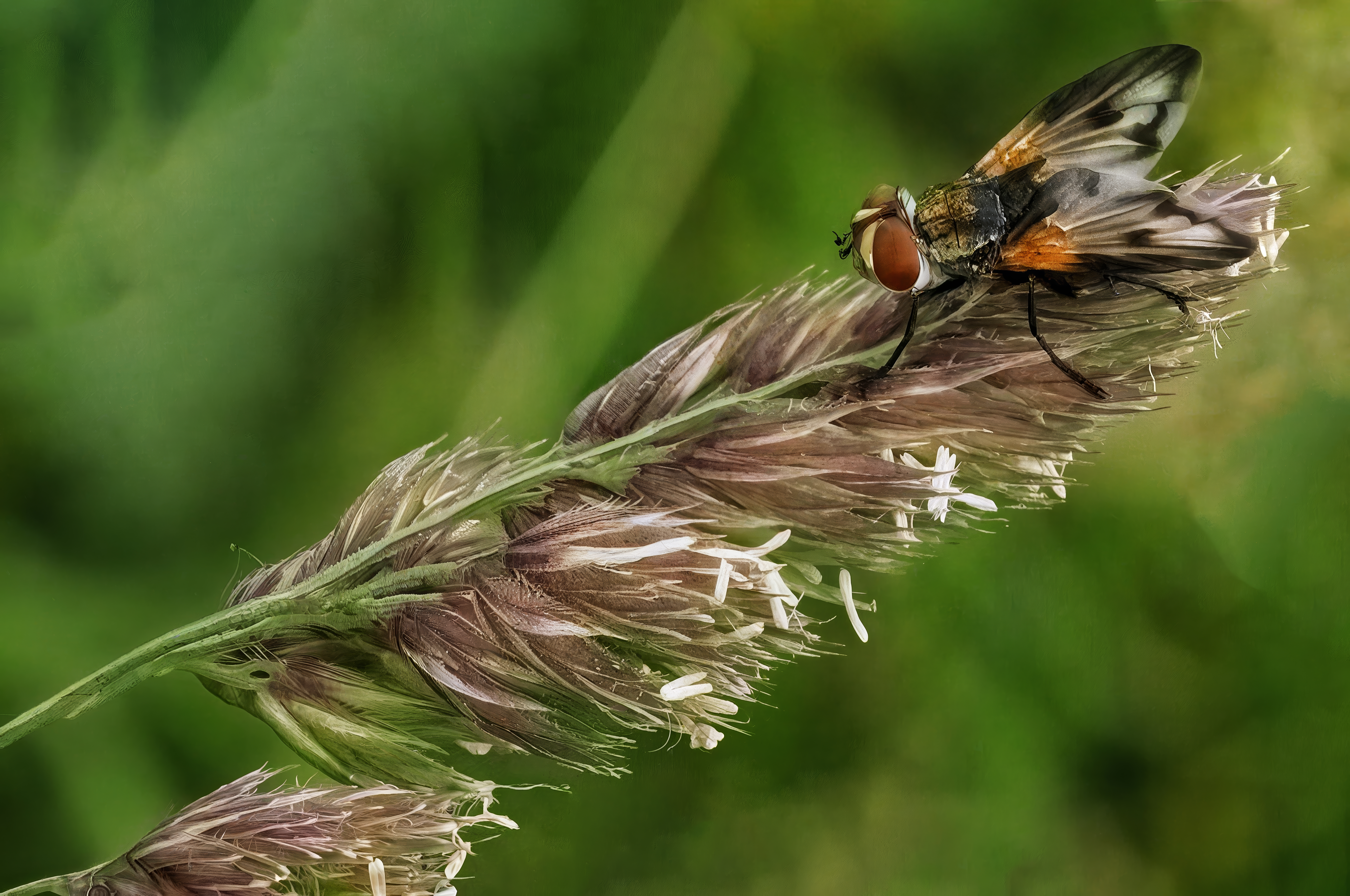
Ectophasia crassipennis mâle sur  Dactylis glomerata

Espèce proche
- Phasia hemiptera